# Nito
Juan Álvarez Romero, más conocido como Nito, (*Caravaca de la Cruz (Murcia) 5 de julio de 1934); fue un futbolista español. Se desempeñaba en posición de extremo izquierda. Jugó en Primera División la temporada 1959/60, siendo jugador del Elche Club de Fútbol.

## Clubes
| Club                  | País   | Años        |
| --------------------- | ------ | ----------- |
| Elche Club de Fútbol  | España | 1954 - 1961 |
| Cádiz Club de Fútbol  | España | 1961 - 1963 |
| Unió Esportiva Lleida | España | 1963 - 1964 |